# Friedrich Christian, Margraf de Meissen
Friedrich Christian, Margraf de Meissen (31 decembrie 1893 – 9 august 1968) a fost Șeful Casei Regale de Saxonia.

## Biografie
S-a născut la Dresda ca al doilea fiu al regelui Frederic August al III-lea al Saxoniei și a soției acestuia, Arhiducesa Luise de Austria, Prințesă de Toscana. La 13 noiembrie 1918 tatăl său a abdicat, în urma înfrângerii Imperiului German în Primul Război Mondial.
Friedrich Christian a devenit moștenitor aparent al Casei regale a Saxoniei după ce fratele său mai mare, Georg, Prinț Moștenitor al Saxoniei, a devenit preot și a renunțat la drepturile sale de succesiune în 1924. Friedrich Christian a devenit Șef al Casei Regale la 12 februarie 1932, după moartea tatălui său.
În 1933 guvernul polonez a vrut să-i propună să devină noul rege al Poloniei, însă ascensiunea lui Adolf Hitler și izbucnirea celui de-al doilea război mondial au zădărnicit acest demers.
Friedrich Christian a murit la 9 august 1968 la Samedan, la vârsta de 74 de ani.

### Căsătorie și copii
Friedrich Christian s-a căsătorit cu Prințesa Elisabeta Elena de Thurn și Taxis (1903–1976) la 16 iunie 1923 la Regensburg. Cuplul a avut cinci copii:
- Maria Emanuel, Margraf de Meissen (1926 – 2012), căsătorit cu Prințesa Anastasia de Anhalt, fără copii
- Prințesa Maria Josepha de Saxonia (n. 1928), necăsătorită
- Prințesa Anna de Saxonia (n. 1929 – 2012), căsătorită cu Roberto de Afif, trei copii
- Prințul Albert de Saxonia (n. 1934 – 2012), căsătorit cu Elmira Henke, fără copii
- Prințesa Matilda de Saxonia (n. 1936), căsătorită și divorțată de Prințul Johannes Heinrich de Saxa-Coburg și Gotha; au avut un fiu care a decedat la 18 ani într-un accident de ski